# Medyna (prowincja)
Medyna (arab. المدينه) – jest jedną z 13 prowincji Arabii Saudyjskiej. Znajduje się na zachodzie kraju, z dostępem do Morza Czerwonego.